# Géranium à feuilles découpées
Geranium dissectum
Espèce
Classification phylogénétique
Le Géranium à feuilles découpées ou le Géranium découpé (Geranium dissectum) est une espèce de plante de la famille des Géraniacées.

## Synonymes
- Geranium angustifolium Gilibert[1]
- Geranium baumgartenianum Schur
- Geranium laxum Hanks
- Geranium palmatum Picard
- Geranium potentilloides L'Hér. ex DC[2].

Le Géranium à feuilles découpées se nomme  Schlitzblättriger Storchschnabel en allemand, agujas en espanol, geranio sbrandellato en italien, coentrinho en portugais, cut-leaved crane's-bill ou red crane's-bill en anglais, slipbladige ooievaarsbek en néerlendais, et kloftet storkenæb en danois.

## Description
C'est une plante herbacée, velue, de 10 à 40 cm de haut, à feuilles arrondies plurilobées, et fleurs rose très vif.

## Caractéristiques

### Organes reproducteurs
- Couleur dominante des fleurs : rose très vif, tirant sur le rouge
- Période de floraison : mai-septembre
- Inflorescence : racème de cymes unipares hélicoïdes
- Sexualité : hermaphrodite
- Pollinisation : entomogame, autogame
- Fruit : schizocarpe formé de 5 méricarpes lisses et glabres.
- Dissémination : épizoochore

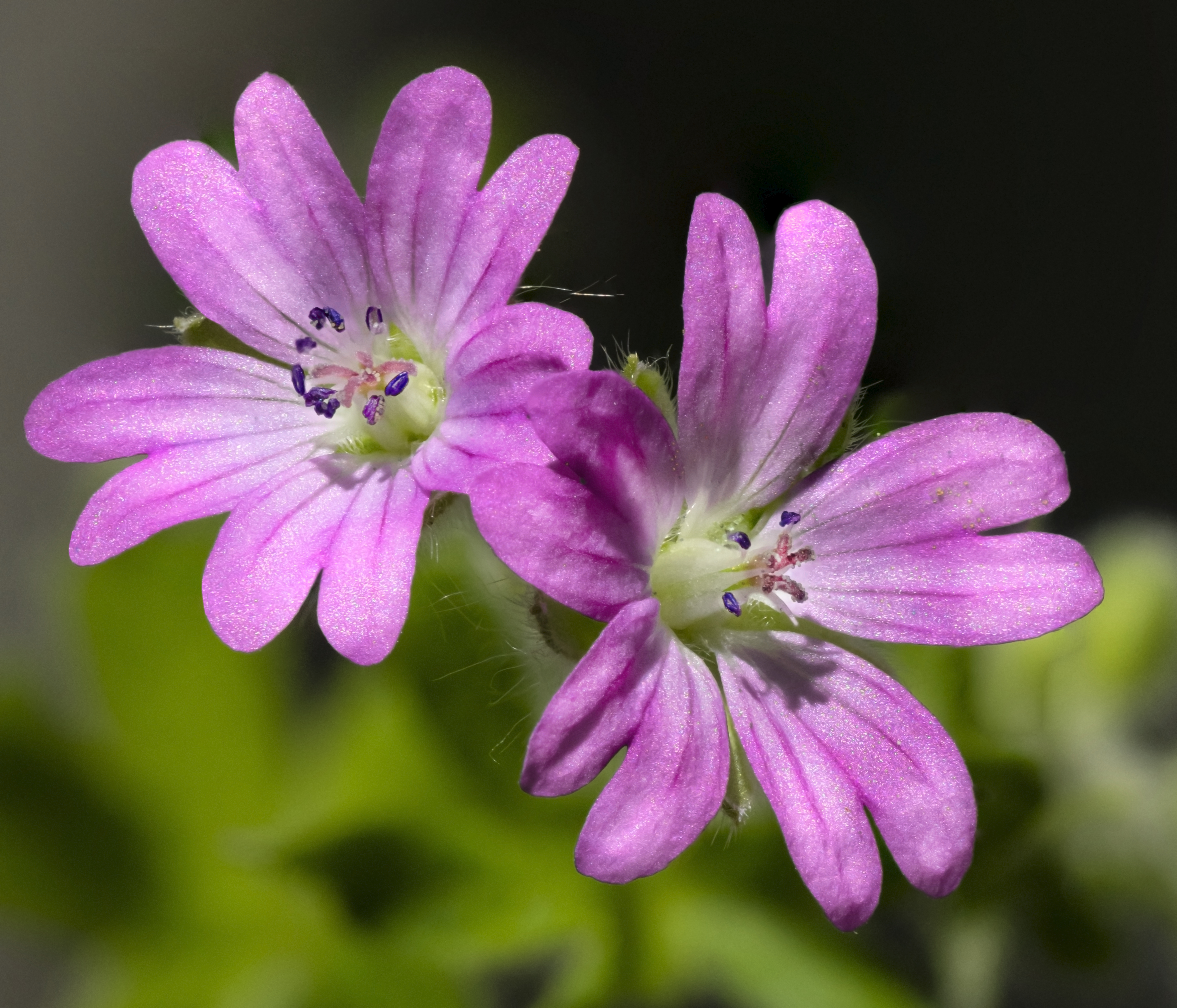
Fleur
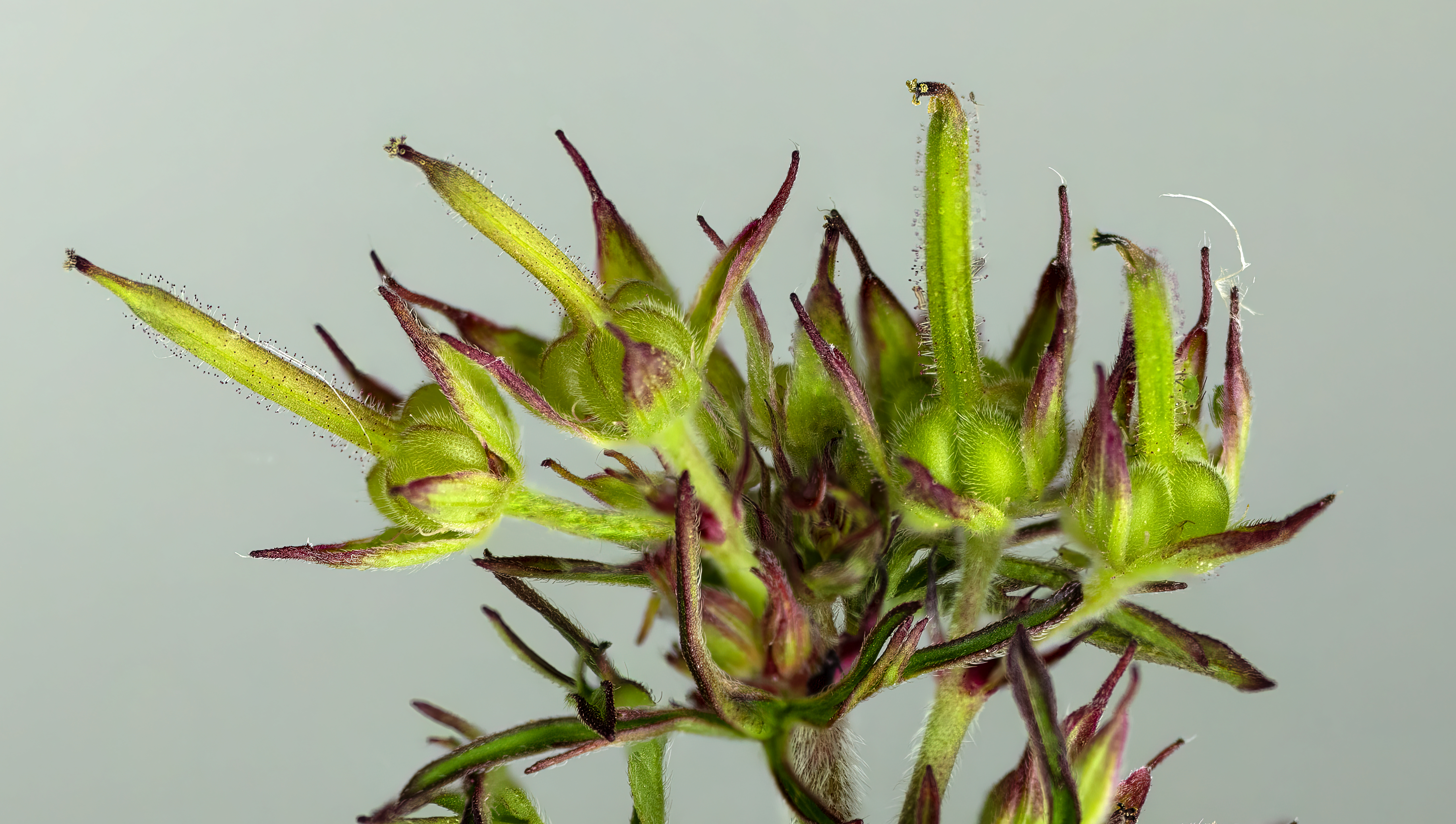
Infrutescence immature

### Habitat et répartition
De répartition dite eurasiatique, le géranium à feuilles découpées est retrouvé dans toute l'Europe, l'Asie occidentale et l'Afrique septentrionale, il est présent dans tous les départements de la France métropolitaine.
Il se rencontre de 0 à 1 500 m, dans les champs, les haies et au bord des chemins.
Ayant été importé aux États-Unis d'Amérique, il se serait naturalisé, en particulier en Californie.